# Веригино (Зубцовский район)
Вери́гино — деревня в Зубцовском районе Тверской области. Входит в состав Вазузского сельского поселения. До 2006 года относилась к Щеколдинскому сельскому округу. 

## География
Расположена в 12 километрах к югу от районного центра Зубцов (по автодороге «Зубцов — Щеколдино»), на ручье Избишка (Избышка), впадающем в Осугу.
Ближайшие деревни — Борщево (0,5 км) и Марково (1,5 км). Вокруг Веригино исчезли деревни: Лыщево, Пульниково, Асоргино, Данилово, Стан, Половинино, Александровское, Большое и Малое Богатьково, Скрябино, Сковорухино, Чашниково (бывший погост Михаила Архангела).

## История

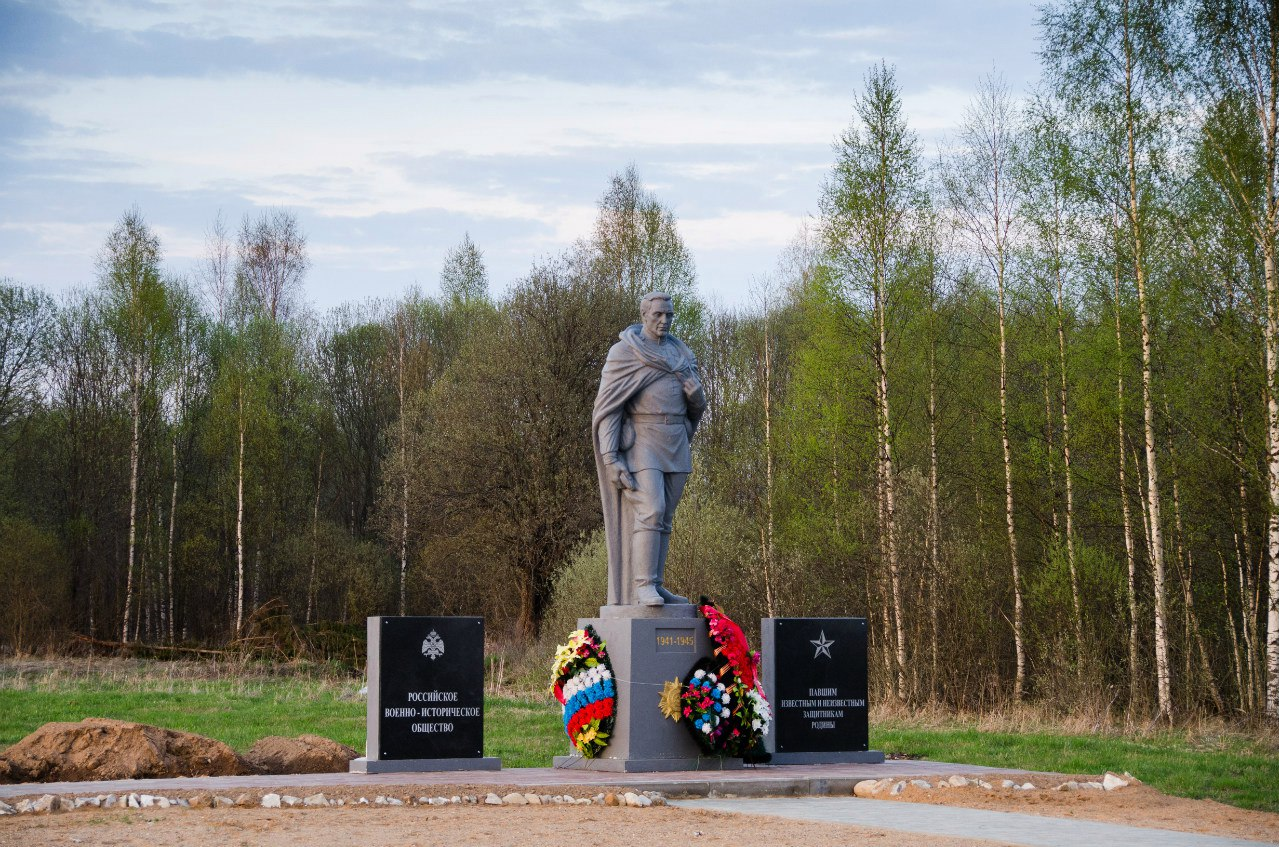
Воинское захоронение в Веригино

По данным 1859 года деревня имела 116 жителей при 14 дворах. Во второй половине XIX — начале XX века деревня относилась к Архангельскому приходу Щеколдинской волости Зубцовского уезда Тверской губернии. В 1888 году 27 дворов, 148 жителей. С 1923 года — в Ржевском уезде. С 1929 года в Зубцовском районе.
Во время Великой Отечественной войны освобождена в ходе первой Ржевско-Сычевской операции 22 августа 1942 года воинами 133-й стрелковой дивизии . В ноябре-декабре 1942 года южнее Веригина развернулись ожесточённые бои второй Ржевско-Сычёвской операции. Наступление на запад было продолжено только 2 марта 1943 года.
В 1997 году — 14 хозяйств, 39 жителей. Отделение совхоза «Щеколдино», пилорама.

## Население
| 1859 | 2002 | 2008 | 2010 |
| ---- | ---- | ---- | ---- |
| 116  | ↘33  | ↘31  | ↘17  |

## Достопримечательности
Мемориал на братской могиле бойцов Красной Армии.